# Triaenodes aberrans
Triaenodes aberrans är en nattsländeart som först beskrevs av G. Marlier 1965.  Triaenodes aberrans ingår i släktet Triaenodes och familjen långhornssländor. Inga underarter finns listade i Catalogue of Life.